# Thégra
Thégra település Franciaországban, Lot megyében. Lakosainak száma 488 fő (2022. január 1.). Thégra Gramat, Alvignac, Lavergne, Loubressac, Mayrinhac-Lentour, Miers, Padirac és Rignac községekkel határos.

## Népesség
A település népessége az elmúlt években az alábbi módon változott:
| Lakosok száma | 387  | 408  | 432  | 501  | 494  | 473  | 472  | 481  | 484  | 488  |
|               | 1968 | 1982 | 1990 | 2006 | 2013 | 2015 | 2017 | 2019 | 2020 | 2022 |